# Voto (Cantabria)
Voto, también conocido como Junta de Voto o La Junta, es un municipio de la comunidad autónoma de Cantabria (España). Limita al norte con los municipios de Bárcena de Cicero y Colindres, al oeste con Solórzano, al sur con Ruesga y Ramales de la Victoria y al este con Limpias y Ampuero.
Forma parte de la comarca de Trasmiera y por Voto transcurren las rías de Limpias y Rada, incluidos dentro del Parque natural de las Marismas de Santoña, Victoria y Joyel. Al este, las sierras de Breñas, Sel y Mullir lo aíslan del valle del Asón.

## Demografía
Voto cuenta con una población de 2947 habitantes (INE 2024).
| Gráfica de evolución demográfica de Voto entre 1842 y 2021                                                          |
| |
| Población de derecho según los censos de población del INE Población de hecho según los censos de población del INE |

## Economía
De acuerdo con la Contabilidad Regional que realiza el Instituto Nacional de Estadística, en el año 2014 la renta per cápita de Ruente era de 11 040 euros por habitante, por debajo de la media regional que se sitúa en 13 888 € y la estatal (13 960 €).
Un 28,2 % de la población del municipio se dedica al sector primario, un 12,8 % a la construcción, un 29,6 % a la industria y un 29,4 % al sector terciario.

## Cultura

### Patrimonio
- Cueva de Cobrantes en San Miguel de Aras, con categoría de Bien de interés cultural.
- Cueva de El Otero en Secadura, también con categoría de Bien de interés cultural.
- Palacio del Conde de San Carlos en Valdelastras (Secadura), con categoría de Bien inmueble de interés local.
- Casa del Pico de Velasco: Por resolución de 17 de diciembre de 2007 (BOC de 4 de enero de 2008) se incluyó en el Inventario General del Patrimonio Cultural de Cantabria, con la categoría de inmueble, ejemplo de arquitectura civil del siglo XVII, situado en el barrio de Angustina de Carasa. El lastimoso estado de conservación del mismo ha motivado la inclusión de este monumento en la Lista de patrimonio en peligro de la asociación para la defensa del patrimonio Hispania Nostra. Entre 2015 y 2018 se han realizado obras de rehabilitación, con fines turísticos, a partir de lo único que quedaba: los muros perimetrales.

### Música
En todo el municipio como instrumento tradicional, se tocaba el clarinete SiB, no el clarinete MiB, menos en la localidad de Carasa, que se tocaba la dulzaina.
El músico más destacado del municipio fue el pitero Ramón Rodríguez el Tuertu, de la localidad de San Pantaleón de Aras.
En la actualidad se toca el clarinete Mib o pitu montañés en todo el municipio.

## Administración y política

### Gobierno municipal
José Luis Trueba de la Vega (PP) es el actual alcalde del municipio.
| Partido político                          | 2023  | 2023  | 2023       | 2019  | 2019  | 2019       | 2015  | 2015  | 2015       | 2011  | 2011  | 2011       | 2007  | 2007  | 2007       | 2003  | 2003  | 2003       |
| Partido político                          | Votos | %     | Concejales | Votos | %     | Concejales | Votos | %     | Concejales | Votos | %     | Concejales | Votos | %     | Concejales | Votos | %     | Concejales |
| Partido Popular (PP)                      | 611   | 34,05 | 4          | 587   | 35,19 | 4          | 784   | 45,32 | 6          | 819   | 44,83 | 5          | 457   | 26,28 | 3          | 664   | 38,52 | 5          |
| Partido Regionalista de Cantabria (PRC)   | 513   | 28,59 | 4          | 312   | 18,70 | 2          | 460   | 26,59 | 3          | 387   | 21,18 | 2          | 531   | 30,53 | 3          | 606   | 35,15 | 4          |
| Partido Socialista Obrero Español (PSOE)  | 178   | 9,92  | 1          | 428   | 25,65 | 3          | 385   | 22,25 | 2          | 421   | 23,04 | 3          | 589   | 33,87 | 4          | 372   | 21,58 | 2          |
| Agrupación Vecinal por Voto (AVV)         | 361   | 20,12 | 2          | 292   | 17,50 | 2          | —     | —     | —          | —     | —     | —          | —     | —     | —          | —     | —     | —          |
| Soluciones para los Vecinos de Voto (SVV) | —     | —     | —          | —     | —     | —          | —     | —     | —          | 160   | 8,76  | 1          | 141   | 8,11  | 1          | —     | —     | —          |

### Organización territorial
- Bádames (capital)
- Bueras
- Carasa
- Llánez
- Nates
- Padiérniga
- Rada
- San Bartolomé de los Montes
- San Mamés de Aras
- San Miguel de Aras
- San Pantaleón de Aras
- Secadura